# Petar Palić

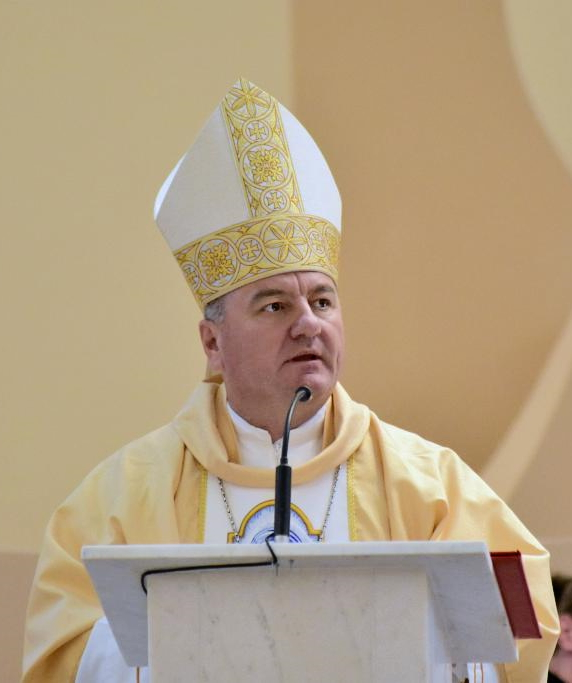
Petar Palić (2019)

Wappen von Petar Palić als Bischof von Hvar

Petar Palić (* 3. Juli 1972 in Priština, Sozialistische Föderative Republik Jugoslawien) ist ein kroatischer Geistlicher, römisch-katholischer Bischof von Mostar-Duvno sowie Apostolischer Administrator von Trebinje-Mrkan in Bosnien und Herzegowina.

## Leben
Petar Palić studierte nach dem Besuch des Knabenseminars in Skopje an der Theologischen Fakultät in Zagreb und empfing am 1. Juni 1996 das Sakrament der Priesterweihe für das Bistum Dubrovnik. Er ist mütterlicherseits Cousin des Bischofs von Dubrovnik Roko Glasnović.
Nach der Priesterweihe war er Direktor des katechetischen Amtes und ab 1998 persönlicher Sekretär von Bischof Želimir Puljić. Im Jahr 2003 leitete er die Vorbereitungskommission für den Besuch Papst Johannes Paul II. in Dubrovnik. Von 2005 bis 2009 studierte er an der Universität Graz Moraltheologie und wurde 2009 zum Dr. theol. promoviert. Während dieses Aufbaustudiums war er in der Pfarrseelsorge in Dobl tätig. Von 2009 bis 2011 war er Bischofsvikar für die Seelsorge und von 2011 bis 2017 Generalvikar des Bistums Dubrovnik. Anschließend war er Generalsekretär der kroatischen Bischofskonferenz.

## Bischof
Am 9. März 2018 ernannte ihn Papst Franziskus zum Bischof von Hvar. Der Erzbischof von Zadar, Želimir Puljić, spendete ihm am 30. April desselben Jahres die Bischofsweihe. Mitkonsekratoren waren sein Amtsvorgänger Slobodan Štambuk und der Bischof von Dubrovnik, Mate Uzinić.
Am 11. Juli 2020 ernannte ihn Papst Franziskus zum Bischof von Mostar-Duvno und zum Apostolischen Administrator von Trebinje-Mrkan. Die Amtseinführung fand am 14. September desselben Jahres statt. Mit gleichem Datum wurde er für die Dauer der Sedisvakanz zum Apostolischen Administrator des Bistums Hvar ernannt.
Palić, der bisher nur die kroatische Staatsbürgerschaft besaß, erhielt am 18. Februar 2021 die Staatsbürgerschaft von Bosnien und Herzegowina. Am 28. Mai 2021 wurde Palić von Papst Franziskus in einer Audienz empfangen.

### Phänomen Međugorje
Palić besuchte Međugorje, bevor er Bischof von Mostar-Duvno wurde. In einem Interview vom September 2020 betonte Palić, dass die Offenbarung mit dem Tod des letzten Apostels und nach dem Ende des irdischen Lebens Jesu endete. Er erklärte weiter, dass „es nicht notwendig ist, eine neue Offenbarung zu erwarten, die sich auf die grundsätzliche Situation des Menschen im Zusammenhang mit dem Heil und der Erlösung beziehen würde“.
Am 8. Dezember 2020 feierte Bischof Palić zusammen mit dem Apostolischen Visitator, Erzbischof Henryk Hoser, und dem Pfarrer der Gemeinde, Bruder Marinko Šakota, sowie einigen anderen Priestern eine Messe zum Fest der Unbefleckten Empfängnis in Međugorje. Er wurde von Erzbischof Hoser, den Papst Franziskus zum Delegaten für die Wallfahrt in der Pfarrei Međugorje ernannt hatte, eingeladen, diese Heilige Messe zu feiern. Palić betonte, dass seine Ankunft in Međugorje nicht als Anerkennung der angeblichen Erscheinungen zu verstehen sei, die laut Papst Franziskus noch einer Prüfung bedürfen, und dass die katholische Kirche die angeblichen Erscheinungen nicht als authentisch anerkannt habe.